# EGVV
EGVV is een Nederlandse amateurvoetbalclub uit Gelselaar in Gelderland, opgericht in 1945. Het eerste elftal van de club speelt in de Vijfde klasse zondag (2020/21).
EGVV telt 4 seniorenteams. Bij de jeugd is er een samenwerking met VV Diepenheim. Onder de combinatie EGVV/Diepenheim, opgericht in 2010 en spelend onder de naam DEC '10, spelen 4 juniorenteams en 7 pupillenteams. EGVV speelt op sportpark De Benneker in Gelselaar.

## Sportief hoogtepunt
Tot 1998 speelde EGVV in de Zesde klasse van het Nederlands amateurvoetbal. In het seizoen 1998/99 stond men wederom onderaan, maar won het door een reeks van goede resultaten min of meer toevallig de derde periode. In de nacompetitie wist het via een gelijkspel en een gewonnen wedstrijd promotie af te dwingen naar de Vijfde klasse.
In het seizoen 1999/2000 kon men in de Vijfde klasse geen rol van betekenis spelen. Van de 22 wedstrijden werden er 20 verloren. Wel werd toen gewonnen van de grootste vereniging van de toenmalige gemeente Borculo, vv Reünie. In Borculo was EGVV met 0-1 te sterk door een doelpunt van Freddy Pardijs op aangeven van Johan Voskamp. Keeper bij vv Reünie was toen huidig keeperstrainer van EGVV, Jan Willem Oukes.

## Competitieresultaten 1991–2018
| 11 2B |

|  |

| 11 2B |

| 9 2B |

|  |

|  |

| 10 6D |

| 12 6E |

| 9 6E |

| 12 5B |

| 11 6E |

| 12 6E |

| 11 6E |

| 11 6E |

| 13 6D |

|  |

|  |

| 8 6C |

| 11 6C |

| 11 6C |

| 12 6B |

| 8 6B |

| 3 6A |

| 8 5B |

| 6 5C |

| 7 5C |

| 7 5B |

| 6 5B |

| - 5B |

| Vijfde klasse | Zesde klasse | Tweede klasse Geld. VB |

In elke staaf van de grafiek staat van boven naar beneden vermeld: 
- Eindnotering

Dit is de positie die de club heeft bereikt in de competitie, zonder eventuele beslissings-, play-off- of nacompetitiewedstrijden die nodig zijn geweest om bijvoorbeeld de kampioen van de competitie te bepalen.
Indien een * achter het getal staat is de notering een tussenstand en kan het zijn dat de notering niet overeenkomt met de uiteindelijke eindstand van de competitie.
Staat er een - dan is het seizoen nog bezig en is er geen definitieve uitslag bekend.
Staat er xx op de positie van de notering, dan heeft de club vroegtijdig de competitie verlaten. Dit kan onder andere komen door terugtrekking van het team, faillissement van de club of door een uitgedeelde straf van de KNVB. In veel gevallen staat elders in het artikel de reden vermeld.
Staat er een ? dan is het resultaat uit het verleden onbekend, en is alleen de competitie of het niveau bekend van dat seizoen.
In de seizoenen 2019/20 en 2020/21 werd wegens de coronacrisis het amateurvoetbal afgebroken. Daardoor kennen deze staven geen eindklassering (middels -- weergegeven).
- Competitieniveau en afdelingsletter of Officiële eindstand Eredivisie
  - Competitieniveau en afdelingsletter

Hierbij geeft het getal het niveau weer, dat ook terug te vinden is in de legenda. De letter is de afdelingsaanduiding en wordt gebruikt wanneer er meer afdelingen zijn op hetzelfde niveau. De afdelingsletter is altijd een hoofdletter en wordt meestal zonder nummer gebruikt.
Voorbeeld: 2F is niveau 2e klasse competitie F.
Het competitieniveau en nummer wordt niet vermeld wanneer er slechts één competitie van dit niveau was.
  - Officiële eindstand Eredivisie (getal staat tussen haakjes vermeld)

Sinds de introductie van play-offwedstrijden voor Europees voetbal na afloop van de reguliere competitie in 2005/06, is de KNVB verplicht een eindstand van de Eredivisie door te geven aan de UEFA aan de hand van deze play-offwedstrijden.
Bij deze eindstand staan clubs die zich hebben gekwalificeerd voor Europees voetbal hoger dan clubs die zich niet wisten te kwalificeren. Indien er geen verschil was tussen de eindnotering en de officiële eindstand, staat dit getal niet vermeld.

- Onderafdeling

Hier staat afgekort de naam van de onderafdeling indien de club in dat jaar in een onderafdeling uitkwam. Tevens staat deze afkorting in de legenda en wordt gelinkt naar het artikel over deze onderafdeling. Deze afkorting wordt alleen vermeld wanneer de club in het verleden in verschillende onderafdelingen heeft gespeeld. Deze vermelding is in de staaf altijd in kleine letters. Deze onderafdelingen zijn na het seizoen 1995/96 afgeschaft. Heeft de club in slechts één onderafdeling gespeeld, dan is dit alleen terug te vinden in de legenda.
Onder de staaf staat het jaartal vermeld waarin het seizoen is afgesloten. 15 verwijst naar het seizoen 2014/15 of eventueel het seizoen 1914/15.
Wanneer een staaf leeg is, zijn deze gegevens niet bekend. Het kan ook zijn dat de club dat seizoen niet heeft meegespeeld op het hogere amateurniveau, vroegtijdig de competitie heeft verlaten of uit de competitie is gezet.

In het seizoen 1944/45 was er wegens de Tweede Wereldoorlog geen regulier competitievoetbal.

## Bekende (ex-)spelers
- Tessa Klein Braskamp